# نبرد سان می‌یل
نبرد سنت میهیل (انگلیسی: Battle of Saint-Mihiel) از مجموعه نبردهای جنگ جهانی اول بود، که در سال ۱۹۱۸ بین نیروهای اتفاق مثلث و اتحاد مثلث صورت گرفت.

## آغاز نبرد
این نبرد ابتدا با حمله امپراتوری آلمان به شهر سنت میهیل فرانسه و اشغال آنجا آغاز شد. در مقابل نیروهای اتفاق مثلث نیز دست به ضد حمله زده و نیروهای اعزامی آمریکا به فرماندهی جان جی. پرشینگ از یک سو و نیروهای سپاه دوم استعمار فرانسه نیز از سوی دیگر وارد عمل شدند که در نهایت نتیجه به نفع اتفاق مثلث تغییر کرد.